# Фортов Володимир Євгенович
Володимир Євгенович Фортов (рос. Владимир Евгеньевич Фортов; 23 січня 1946 — 29 листопада 2020) — радянський та російський фізик, Президент Російської академії наук (29 травня 2013—22 березня 2017).

## Життєпис
Народився 23 січня 1946 р. у м. Ногінськ у Підмосков'ї в сім'ї шкільної вчительки та інженера-підполковника ВВС.
Після закінчення середньої школи зі срібною медаллю в 1962 р. поступив на факультет аерофізики та космічних досліджень Московського фізико-технічного інституту (МФТІ), де почав наукову роботу під керівництвом чл.-кор. АН СРСР В. М. Ієвлева. У 1968 р. з відзнакою закінчив МФТІ і поступив до аспірантури цього інституту, а 1971 р. захистив кандидатську дисертацію «Теплофізика плазми ядерних ракетних двигунів».
У 1971 р. за рекомендацією академіка Я. Б. Зельдовича поступив на роботу у Відділення Інституту хімічної фізики АН СРСР у селищі Черноголовка (ІХФЧ).
1976 р. захистив докторську дисертацію «Дослідження неідеальної плазми динамічними методами», а 1982 р. отримав звання професора.
У 1976—1992 рр. завідував відділом Інституту високих температур АН СРСР і за сумісництвом — лабораторією в ІХФЧ. У 1992 р. очолив Наукову раду Міністерства оборони Росії. У 1992—2007 рр. був директором Інституту теплофізики екстремальних станів (ІТЕС) Об'єднаного інституту високих температур (ОІВТ), а з 2007 р. він — директор ОІВТ РАН і керівник ІТЕС РАН.
У 1987 р. Володимира Євгеновича обрано членом-кореспондентом АН СРСР по Відділенню фізико-технічних проблем енергетики, а 1990 р. — по Відділенню загальної та технічної хімії. У 1991 р. його обрано академіком РАН. У 1996—2001 рр. він — віце-президент РАН, а з 2002 р. — академік-секретар Відділення енергетики, машинобудування, механіки і процесів управління РАН.
У 1993—1997 рр. В. Є. Фортов був головою Російського фонду фундаментальних досліджень, де ввів широке застосування незалежних експертиз. У 1996 р. його призначено головою Державного комітету РФ з науки і технологій, згодом — міністром науки і технологій (до березня 1998 р.) і заступником Голови Уряду РФ (до березня 1997 р.). У 1998 р. він вийшов у відставку у складі Кабінету В. С. Черномирдіна. У 2000 р. його призначено головою Комітету з інформаційних технологій, а 2001 р. він став членом Наукової ради при Президентові РФ.
Наукові роботи В. Є. Фортова присвячено фізиці високих щільностей енергії, фізиці неідеальної плазми, хімічній фізиці, космічній фізиці, теорії горіння та вибуху, теплофізичним властивостям речовин та їх поведінці в екстремальних умовах.
Під його керівництвом проводиться довготривалий цикл досліджень з формування впорядкованих структур у плазмі, включаючи проект «Плазмовий кристал», розпочатий у 1998 р. на орбітальному комплексі «Мир» і триваючий на Міжнародній космічній станції.
В. Є. Фортов є основоположником нового наукового напрямку — динамічної фізики неідеальної плазми, — і засновником наукової школи. Під його керівництвом захищено кілька десятків докторських і кандидатських дисертацій.
Володимир Євгенович — Почесний працівник вищої професійної освіти РФ. Його педагогічна діяльність пов'язана, насамперед, з МФТІ, де він завідує кафедрою фізики високотемпературних процесів.
Широко відомі опубліковані праці В. Є. Фортова та його учнів: «Неідеальна плазма», «Сильні ударні хвилі і екстремальні стани речовини», «Ударнохвильові явища в конденсованій речовині», «Ударні адіабати конденсованої речовини при високих щільностях енергії», «Екстремальні стани речовини на Землі та в космосі» та ін.
За активної участі В. Є. Фортова створено суперкомп'ютер МВС 1000М продуктивністю 1 трильйон операцій у секунду.
Глибоку увагу В. Є. Фортов приділяє прикладним аспектам науки і проблемам інноваційного розвитку економіки; з 2010 р. він є членом Консультативної наукової Ради Фонду «Сколково».
В. Є. Фортов — головний редактор наукового журналу «Теплофізика високих температур» та науково-популярного журналу «У світі науки», член редколегії журналу «Успіхи фізичних наук» і ряду інших російських і міжнародних журналів.
Голова Міжнародної програми ЮНЕСКО з фундаментальних наук, член ряду іноземних і міжнародних академій і університетів.
Майстер спорту з баскетболу та вітрильного спорту, кандидат у майстри спорту з шахів. У складі міжнародних наукових експедицій досяг Північного і Південного полюсів, занурювався на глибоководному апараті «Мир» на дно Байкалу, здійснив найскладніші морські походи на яхті, а в разі необрання в Президенти РАН планував навколосвітню подорож.
Перед новим Президентом РАН стоять виняткові за обсягом і складністю завдання. Своє розуміння їх В. Є. Фортов виклав у передвиборчій програмі, що включає, зокрема, наступні положення.
«Завдання сьогоднішнього дня — зробити Академію наук сучасним дієвим інструментом науково-технічного, інноваційного розвитку країни та здійснюваних соціально-економічних перетворень, найважливішим елементом громадянського суспільства і загальної культури країни. Необхідно перейти від стратегії виживання Академії до стратегії її розвитку».
А для цього необхідно за будь-яку ціну зберегти Академію, здійснити в ній зміни, що вимагаються сучасними умовами, надати їй більшу динамічність, гнучкість і стійкість, із збереженням традицій Академії та її принципів, таких як незалежність, самоврядування, виборність, академічна демократія і наукова свобода, високий професіоналізм.
Виконання цих завдань вимагає активної позиції Академії та її співробітників «не тільки у відстоюванні своїх корпоративних інтересів, а й у виробленні та реалізації стратегії розвитку всієї країни … Академія наук повинна взяти на себе розробку та ідейний супровід стратегії модернізації країни та суспільства».
Реформа, підкреслює В. Є. Фортов, повинна проводитися насамперед ученими, а не чиновниками, але неминуче із задіянням сил держави.
«Талановиті кваліфіковані вчені будь-якого віку та всіх наукових спеціальностей є головною цінністю Академії і основою її розвитку. Тому перетворення повинні орієнтуватися на наукового співробітника, на створення адекватних умов його праці й життя, на можливість його швидкого професійного росту. Необхідною умовою поліпшення державою кадрової ситуації є відновлення в суспільстві престижності наукової праці».
Така ж глибока увага повинна приділятися підвищенню ефективності діяльності наукових інститутів, як основних ланок Академії.
Академія має стати «центром акреції» всієї науки країни, повинна бути на передньому фронті розвитку світової науки, а вчені повинні мати необхідні для цього умови, як з фінансової, так і організаційної та матеріально-технічної точки зору.
В. Є. Фортов є прихильником ідеї активної ротації та вертикальної мобільності в управлінських структурах, вбачаючи в цьому один з інструментів боротьби з бюрократією, стагнацією та корупцією.
«Боротьба з бюрократизацією Академії повинна різко посилитись і вестись на постійній основі, виходячи з того, що саме вчений, а не хто інший, є центральним елементом Академії. Нам належить радикально спростити всі наші регламенти та процедури. Приймати тільки ті рішення, які напряму йдуть на користь науці й ученим. Більше довіри до справжніх учених і менше — до „організаторів“, бюрократів і чиновників!».
Роль відділень Академії та наукових рад різного рівня повинна бути підвищена з наданням їм широких повноважень, у тому числі фінансових. Необхідно частіше збирати загальні збори Академії, вести широку дискусію з найважливіших проблем науки і країни, враховувати пропозиції вчених і наукових колективів усіх рівнів.
"Формулюючи і активно беручи участь у реалізації пріоритетних науково-технічних і соціальних програм країни, Академія повинна при цьому забезпечувати гармонійний розвиток усіх значущих напрямків фундаментальних досліджень, не допускати проявів «наукового монополізму». При цьому «не можна недооцінювати значення наук гуманітарного циклу, що визначають стабільність існування та пріоритети збалансованого розвитку сучасного суспільства».
Наука в Росії, переконаний В. Є. Фортов, має величезні перспективи. Неминучим є перехід від ресурсного до інноваційного розвитку економіки, що зробить науку високо затребуваною.
При цьому історія доводить, що саме в періоди соціально-економічних перетворень є особливо необхідними енергійні заходи з розвитку науки, що вимагає зусиль як з боку вчених, так і держави. У тому числі необхідна державна практика економічного примусу бізнесу до інновацій і технічного переозброєння та всебічний розвиток співробітництва між наукою, державою, бізнесом і приватним сектором.
Украй важливим є відновлення наукового приладобудування, яке не тільки необхідно для розвитку науки, але і є ринком, що у кілька разів перевершує ринок озброєнь.
У зв'язку з єдністю науки й освіти, Академія повинна більш активно займатися питаннями освіти, вести програми не тільки післявузівської, але й вищої освіти і мати у своєму складі вищі навчальні заклади з повним циклом навчання (бакалаврат, магістратура та аспірантура) для підготовки, насамперед, майбутніх співробітників академічних інститутів.
Подальший розвиток повинно отримати міжнародне співробітництво Академії, «необхідні зусилля по створенню в провідних наукових установах РАН умов для перетворення їх на центри реалізації великих міжнародних проектів і програм, розширення практики залучення до досліджень зарубіжних учених у рамках наукового обміну. Слід вітати участь учених Академії в наукових, науково-технічних та інноваційних проектах інших країн і транснаціональних корпорацій, а також у міждержавних наукомістких проектах».
Академія має бути відкритою системою, належно інформувати про свою діяльність країну і світ і проводити свою діяльність у тісному зв'язку з іншими соціальними структурами. «Вирішення стратегічних завдань, що стоять перед Академією, неможливо без чіткого розуміння серед владних структур та суспільства системоутворюючою ролі і особливого місця Академії у формуванні сучасного інноваційного світогляду і генерації науково-дослідного середовища, від яких багато в чому залежатиме майбутнє країни».

## Нагороди
Лауреат Міжнародних премій ім. О. П. Карпінського (1997), П. Бріджмена (1999), М. Планка (2002), Х. Альвена (2003), Дж. Дюваля (2005), О. Г. Столєтова (2011), Державних премій СРСР (1988) і РФ (1997), Премій Уряду РФ (1997, 1999, 2002, 2010), Міжнародної премії Андрія Первозванного «За Віру й Вірність» (2010) та ін.
Перша значна нагорода (Орден Трудового Червоного Прапора) присуджена В. Є. Фортову 1986 р. за успішну роботу за проектом ВЕГА: під його керівництвом була спроектована система захисту космічного апарата, що досліджував комету Галлея, від гіпершвидкісних ударів метеоритів.
Нагороджений Міжнародною золотою медаллю ім. А. Ейнштейна 2005), багатьма орденами і медалями СРСР і Росії, кавалер Ордена Почесного Легіону (Франція, 2006).